# ウォークオン
株式会社ウォークオン（英称：Walk On）は、テレビ番組やCMの企画・制作の業務を行う制作プロダクションおよび広告代理店である。2007年4月設立。

## 会社概要

### 所在地
- 〒550-0001 大阪府大阪市西区土佐堀2-1-8柏ビル4Ｆ

### 代表者名
- 谷口仁則

### 主要取引先
- 株式会社毎日放送
- 朝日放送株式会社
- 株式会社関西テレビ
- 株式会社読売テレビ
- よしもとクリエイティブ・エージェンシー
- 松竹芸能株式会社
- 株式会社メディアプルポ
- 株式会社日宣
- 株式会社よしもとブロードエンタテインメント
- 有限会社ちゅるんカンパニー

## スタッフ
- 谷口仁則（代表取締役）

### 所属
- くらやん（構成作家）
- 七野ヒロユキ（構成作家）

## 所属タレント
- 志賀勝 (業務提携)

## 主な制作協力番組

### TV
- 「ごきげんライフスタイル よ〜いドン!」(2008 - 、KTV)
- 「モモコのOH!ソレ!み〜よ!」（2008 - 、KTV）
- 「ちゃちゃ入れマンデー」（2014、KTV）
- 「キニナリーノ!」（2012 - 、ABC）
- 「よなよな…」（2014 - 、水・木曜日、abcラジオ1008）
- 「ジモイチドライブ〜地元の一番でおもてなし旅〜」（2012 - 、ABC）
- 「笑い飯のおもしろテレビ」(2013 - 、SUN)
- 「オワライカスタム１、2、3」（2013 - 2014、KTV）
- 「ビーバップ!ハイヒール」（2010 - 、ABC）
- 「スーパーニュースアンカー〜ニュースな裏側〜」（2014 - 、KTV）
- 「真夜中市場」（2013 - 、KTV）
- 「朝生ワイド す・またん!」（2010 - 2015、YTV）
- 「コヤブ歴史堂」（2013 - 2014、ABC）
- 「パテナの神様」（2012 - 2014、MBS）
- 「新春！オールよしもと初笑いＳＰ」（2013 - 2014、ABC）
- 「東西芸人いきなり！2人旅　スペシャル」（2014、ABC）
- 「マチカドラマ」（2014、KTV）
- 「はじめてのハイヒール〜結成32年目でも体張るでＳＰ」（2014、KTV）
- 「村上マヨネーズのつっこませて頂きます」（2014、KTV）
- 「キャー♡ムービーシェアリング」（2014、ABC）
- 「限界突破！東野チャレンジ塾」（2014、KTV）
- 「ハピくるっ！再現ドラマ」（2014、KTV）
- 「新婚さんいらっしゃい年末1時間ＳＰ」（2013、ABC）
- 「全国ご飯の友〜めし友ハンターが大調査」（2013、TVQ）
- 「おはよう朝日です」（2011、2013 - 2014、ABC）
- 「見知らぬ関西新発見!みしらん」(2012 - 、ABC)
- 「ガラスの地球を救えＳＰ　ワンダーアース子どもたちに今伝えたいこと」（2013、ABC）
- 「ニュースｋ　おでかけ関西」（2014、eo光）
- 「笑い飯のおもしろテレビ」(2013 - 、SUN)
- 「東西芸人いきなり!2人旅」（2012 - 2013、ABC）
- 「爆裂バラエティー シャバダバの空に」(2011 - 2013、KTV)
- 「流行りん♥モンロー!」(2012、KTV)
- 「熱血!人情派コメディ しゃかりき駐在さん」(2012 - 2013、ABC)
- 「笑い飯・千鳥の舌舌舌舌」(2011 - 2013、SUN)
- 「上沼・高田のクギズケ!」（2011 - 2012）
- 「まぶしいチカラ」（2011 - 2012、MBS）
- 「ミュージャック」（2011、KTV）
- 「芸人ゴルファー」（2011、KTV）
- 「東野幸治の東西芸人いきなり！2人旅」（2011、ABC）
- 「ブラックマヨネーズのボーリング甲子園」（2011、KTV）
- 「レースガイド」（2007 - 2010、KTV、TVO）
- 「上方演芸ホール」（2008 - 2010、NHK）
- 「ひみつの数字くん」（2011、KTV）
- 「過ぎるTV!」（2010、KTV）
- 「愛の修羅バラ!」（2009 - 2010、YTV）
- 「よゐこ部」（2008 - 2010、MBS）
- 「GIRLIE!GIRLIE!」（2010、KTV）
- 「ドラマの裏側すべて見せます 未来は僕らの手の中編」(2009、KTV)
- 「ウラネタ芸能ワイド 週刊えみぃSHOW」（2007 - 2009、YTV）
- 「ますだおかだ角パァ!」（2007 - 2009、ABC）
- 「松竹角座ライブ」（2008、YTV）
- 「未確認思考物隊」（2008、KTV）
- 「Like a Wind」（2007 - 2008、SUN）
- 「コヤ奉行!」（2007、KTV）
- 「野爆テレビ」（2006 - 2008、CS)
- 「リンゴ・野爆のヤカラテレビ」（2008、ABC）
- 「第30回ABCお笑い新人グランプリ」(2009、ABC)
- 「グラディエーター・ヤマザキ」（2009、KTV）
- 「世間のものさしバラエティーメジャーリーグ」（2009、ABC）
- 「なたぎ式殺人事件」(2009、ABC)
- 「祝20周年バッファロー吾郎Oh!ポカホンタス」(2009、ABC)

- 映画「ハムナプトラ3」への道(2008 ABC)
- 映画「スパイダーマン3」世界最速公開SP（2007 ABC系列全国）
- 映画「赤井英和inインディ・ジョーンズ」最新作公開5夜連続SP（2008パラマウント：ABC）
- 映画「WANTED」カウントダウン番組（5夜 2008 東宝東和:ABC）
- 映画「レッドクリフPart1」カウントダウンスペシャル（5夜 2008 東宝東和:ABC）
- 映画「レッドクリフPart2」カウントダウンスペシャル（5夜 2009 東宝東和:ABC）
- 映画「天使と悪魔」カウントダウンスペシャル（5夜 2009 ソニー:ABC）
- 映画「モンスターVSエイリアン」カウントダウンスペシャル（5夜 2009 東宝東和:ABC）
- 映画「ワイルド・スピード」カウントダウンスペシャル（5夜 2009 東宝東和:ABC）
- 映画「2012」映画2012NEWS(5夜 2009 ソニー:ABC)

### インフォマーシャル
- 映画「エリジウム」インフォマーシャル（2014ABC）
- 映画「トランスフォーマー」インフォマーシャル(2011 ABC)
- 映画「エクスペンダブルズ」インフォマーシャル(2010 松竹:ABC)
- 映画「僕らのワンダフルデイズ」インフォマーシャル(2009 角川:MBS)出演：チチ松村（ゴンチチ）
- 映画「旭山動物園」インフォマーシャル(2009 角川:MBS)
- 映画「花より男子 ファイナル」インフォマーシャル(2008 MBS)
- 映画「築地魚河岸三代目」関西版CM(2008 松竹)
- 映画「マゴリアムおじさんの不思議なおもちゃ屋 」インフォマーシャル(2008 角川:MBS)出演：土岐田麗子
- 映画「NEXT -ネクスト-」インフォマーシャル(2008 MBS:ギャガ)
- 映画「インクレディブル ハルク」インフォマーシャル(2008 ソニー:MBS)
- 映画「アイアンマン」インフォマーシャル(2008 ソニー:MBS)
- 映画「ヘブンズ・ドア」インフォマーシャル(2008 ソニー:MBS)
- 映画「トランスフォーマー 」インフォマーシャル(2007 パラマウント:ABC)
- 映画「パーフェクト・ストレンジャー」インフォマーシャル(2007 ブエナ:ABC)
- 映画「相棒−劇場版−」インフォマーシャル(2007 東映:ABC)
- 映画「茶々 天涯の貴妃」インフォマーシャル(2007 東映:MBS)
- 映画「レジェンドオブゾロ」インフォマーシャル(2007 松竹:ABC)
- 映画「サウンドオブサンダー」インフォマーシャル(2007 松竹:ABC)
- 映画「ニューワールド」インフォマーシャル(2007 松竹:ABC)
- 「グリコ・探偵!ナイトスクープ」インフォマーシャル(2014　ABC)出演：銀シャリ
- 「グリコ・探偵!ナイトスクープ」インフォマーシャル(2011 ABC)出演：桂小枝
- 「NAVITIME」インフォマーシャル(ABC)出演：桂小枝
- 「バイク王」インフォマーシャル(2007 ABC)出演：シャンプーハット
- 「オリックスドライビングスクール弁天町」インフォマーシャル(2008 MBS)

### CM・企業VP
- 「キューズベリー抱っこひも」CM(2011)
- 「社会福祉法人犬鳴山 INTEFEEL」CM(2011)
- 「姫路城」VP(2011)
- 「ナルニア国物語」劇場用CM(2011)
- 「社会福祉法人犬鳴山 INTEFEEL」VP(2010)
- 「ナリス化粧品 エンリッチローション」携帯動画(2010)
- 「NTTドコモ」CM(2010)
- 「なんばGMT」CM(2010)
- オロナミンC CMバトル 野性爆弾編(2007)
- オロナミンC CMバトル ビッキーズ編(2007)
- オロナミンC CMバトル ストリーク編(2007)
- 「回転寿司ととぎん」CM(2007)
- 「大阪安達学園」CM(2007)
- 「かに道楽」CM(2007)出演：キダタロー
- 「太平寺サンライズガーデン」CM(2007)
- 「サンユー都市開発」CM(2007)
- 「シティホーム」CM(2007)
- 「学研」CM(2007)

### DVD
- 「兵動大樹のおしゃべり大好き。8」（2014）
- 有馬温泉太閤の湯館内リニューアル映像（2014）
- 「兵動大樹のおしゃべり大好き。7」（2013）
- 株式会社鍛錬　プロモーション映像（2012.2013）
- 兵動大樹「おしゃべり大好き。5」(2011)
- JK21 PV「ちゅ!」VTR映像(2011)
- JK21 PV「スイーツパラダイス」VTR映像(2010)
- 「甲子園」(2011)
- 「神戸大学附属住吉中学校閉校記念DVD」(2011)
- ロザン「ロザンの08ベスト＋」(2009.4.22発売)
- 野性爆弾「野爆DVDinDVD」(2008.02.20発売)

### 映画
- 地域発信型映画丸亀市「MG-2416」(第5回沖縄国際映画祭出品作品)
- ガリガリガリクソン「ニート・オブ・ザ・デッド」(2009 沖縄国際映画祭出品作品)
- よしもと新喜劇映画商店街戦争〜SUCHICO〜(2017春全国公開予定)

### イベント演出（2014）
- 「踊る新喜劇」なんばグランド花月演出（2014）
- 「しゃかりき駐在さんリターンズ」なんばグランド花月演出（2013 10/15 - 17）
- 「Livejack Special 3」　大阪市中央体育館　三浦大知・倖田來未　ＶＴＲ映像（2013 11/23.24）
- 「が〜まるちょば新喜劇」なんばグランド花月演出（2013 4/9 - 13）
- 「Ｒｅｖｏｌｕｔｉｏｎ〜新生つぼみお披露目公演〜」ＶＴＲ映像（2013）
- 「つぼみ事変〜次世代女子立ち上がれ〜」ＶＴＲ映像（2013）
- 兵動大樹の「おしゃべり大好き。31」VTR映像(2011)
- たむらけんじ「TKFカーニバル」VTR映像（2010）
- 矢野・兵動「20周年記念イベント」VTR映像（2010）
- 「兵動大樹のおしゃべり大好き。inNGK」 VTR映像(2010)
- 映画「東京タワー」試写会イベント
- 映画パーフェクト・ストレンジャー試写会イベント      ほか

### その他
- YCCよしもとクリエイティブカレッジ講師（谷口仁則2013.2014）

### 主な構成作家担当番組
- 「探偵ナイトスクープ」（2013 - 現在　ＡＢＣ）
- 「サタデープラス」（2015 - 現在　ＭＢＳ　構成、リサーチ）
- 「モテモテかんぱにー」（2012 - 現在　ＫＴＶ）
- 「ＮＭＢとまなぶくん」（2012 - 現在　ＫＴＶ）
- 「黒田節」（2013.2014特番）
- 「コヤブ歴史堂」（2013 - 2014　ＡＢＣ）
- 「クイズ！世界一の関西人」（2013　ＫＴＶ）
- 「歌ネタ王決定戦」（2013　ＭＢＳ）
- 野性爆弾「ベンジャミン・アイドル」ルミネthe よしもと（2013）
- 「グリコ×ナイトスクープ　インフォマーシャル」（2007 - 現在）